# AB III
| Recensione | Giudizio |
| ---------- | -------- |
| AllMusic   |          |

AB III è il terzo album in studio del gruppo musicale statunitense Alter Bridge, pubblicato l'8 ottobre 2010 dalla Roadrunner Records.
Si tratta della prima pubblicazione del gruppo attraverso l'etichetta sopra citata, risultando così il terzo album degli Alter Bridge ad esser pubblicato da un'etichetta differente. L'album è stato pubblicato in tutto il mondo dalla Roadrunner ad eccezione degli Stati Uniti d'America, dove invece la pubblicazione è stata effettuata attraverso la Capitol Records.
Quest'album rappresenta un allontanamento rispetto ai due precedenti dischi del gruppo (One Day Remains e Blackbird) per diverse motivazioni. Innanzitutto è il primo concept album degli Alter Bridge, i cui temi trattano principalmente della consapevolezza che tutto quello in cui una volta si credeva potrebbe non esistere.

## Registrazione
AB III è stato composto durante il 2008 e il 2009, ma le canzoni sono stante arrangiate generalmente in modo rapido. Per quanto riguarda la registrazione ed il missaggio del disco, il cantante Myles Kennedy ha detto che il processo di registrazione di AB III è stato diverso da quello del precedente album, in quanto la band aveva circa sei settimane per arrangiare la musica prima di cominciare a lavorare con il loro produttore, Michael "Elvis" Baskette. Kennedy ha detto:
Il 21 giugno del 2010, la band ha annunciato che la registrazione, il missaggio e il mastering di Alter Bridge III (in quel momento il titolo del disco in lavorazione) erano ultimati e rimanevano da decidere soltanto il titolo ufficiale, i nomi delle canzoni, la lista delle tracce e la copertina dell'album. Il 9 agosto 2010 la band ha scritto sulla sua pagina ufficiale Myspace che il titolo provvisorio dell'album, AB III, sarebbe diventato in realtà il titolo ufficiale, affermando infine che si tratta di un nome "semplice, ma efficace". Nello stesso post, hanno inoltre annunciato la lista tracce. La realizzazione dell'album è stata raccontata dalla band in una serie di webisodi dal titolo The Making of AB III, realizzati con il regista Daniel Catullo e apparsi su YouTube.

## Contenuto
AB III, inizialmente descritto dal gruppo come molto cupo, pesante e dinamico, è un album dotato di un'atmosfera parecchio oscura e presenta un cambiamento radicale rispetto ai primi due album della band, One Day Remains e Blackbird, in termini di argomenti trattati. Il tema principale è quello della fede, come già ben rimarcato nel brano di apertura Slip to the Void, in cui Myles Kennedy descrive le sue incertezze legate alla religione:
Si tratta del primo concept album degli Alter Bridge, in cui viene raccontata la storia di un personaggio «che lotta disperatamente per trovare il suo posto in un mondo intriso di incertezza e vuoto», mentre gli altri due dischi del gruppo si concentrano prevalentemente sui temi di «speranza e perseveranza di fronte alle avversità». Kennedy ha detto inoltre che l'album «tocca i pensieri e le emozioni di chi è giunto a mettere in discussione tutto ciò che una volta era considerato una verità assoluta» e che è «la consapevolezza che tutto ciò in cui una volta si credeva potrebbe non esistere». Tuttavia, in AB III, ci sono canzoni che toccano anche altre emozioni come Wonderful Life, per la quale Kennedy sostiene: «Una canzone estremamente emotiva da comporre, ci è voluto molto tempo», e poi aggiunge, «Il testo si ispira all'idea che prima o poi verrà un giorno in cui tutti dobbiamo dire addio alle persone amate e care nei nostri cuori. Fondamentalmente, chiesi a me stesso cosa avrei voluto dire in quell'ultimo momento, in quell'ultimo saluto».
Il disco è anche molto più complesso, progressivo e dinamico rispetto ai due lavori precedenti del gruppo. È stato anche descritto come progressive metal in alcune recensioni. In questo album Kennedy suona maggiormente da chitarrista solista rispetto a quanto aveva fatto in Blackbird. Egli stesso ha dichiarato che sta facendo cose che per tanto tempo non ha fatto come chitarrista. Anche la voce di Tremonti è più in evidenza rispetto ai precedenti lavori della band, apparendo infatti per la prima volta come co-voce principale insieme a Kennedy nell'ultima traccia Words Darker Than Their Wings, il cui titolo deriva da una frase del romanzo Il gioco del trono di George R. R. Martin.

## Promozione
L'8 settembre 2010 è stato confermato che AB III sarebbe stato pubblicato in tutto il mondo (eccetto negli Stati Uniti) dalla Roadrunner Records, facendo di AB III il terzo album consecutivo degli Alter Bridge ad esser prodotto da una differente etichetta discografica. Lo stesso comunicato stampa ha confermato la data di pubblicazione in Europa del nuovo album, l'11 ottobre 2010. Il 6 ottobre il gruppo ha annunciato che la pubblicazione negli Stati Uniti sarebbe avvenuta il 9 novembre 2010 sotto la Capitol Records, una sussidiaria della EMI. AB III è stato pubblicato in anteprima in Australia, Germania e Irlanda, a tre anni esatti di distanza dalla pubblicazione dell'album precedente, l'8 ottobre 2010.
Nella versione statunitense dell'album sono state incluse le due tracce bonus Zero ed Home, mentre in quella pubblicata in Giappone contiene invece il brano Never Born to Follow. I tre brani sono stati in seguito inseriti nella riedizione internazionale dell'album, denominata AB III.5 e uscita il 25 ottobre 2011.
Il tour promozionale degli Alter Bridge nel Regno Unito con gli Slaves to Gravity per promuovere AB III è stato di grande successo. Anche My Favorite Scar ed Evenline fungevano da gruppi di supporto degli Alter Bridge in diverse aree d'Europa. Il tour è iniziato il 16 ottobre 2010 presso la O2 Academy di Glasgow, in Scozia. Oltre a questi, nel corso del 2010 il gruppo si è esibito anche negli Stati Uniti d'America, durante il quale hanno tenuto un concerto il 9 novembre 2010 presso il Classic Rock Roll of Honour Awards, dove gli Alter Bridge si sono esibiti accanto a Cheap Trick, AC/DC ed altri artisti.

## Tracce
Testi e musiche degli Alter Bridge
1. Slip to the Void – 4:53
2. Isolation – 4:13
3. Ghost of Days Gone By – 4:25
4. All Hope Is Gone – 4:49
5. Still Remains – 4:44
6. Make It Right – 4:18
7. Wonderful Life – 5:19
8. I Know It Hurts – 3:57
9. Show Me a Sign – 5:58
10. Fallout – 4:24
11. Breathe Again – 4:24
12. Coeur d'Alene – 4:33
13. Life Must Go On – 4:32
14. Words Darker Than Their Wings – 5:21

Traccia bonus nell'edizione giapponese
1. Never Born to Follow – 4:04

Contenuto bonus in AB III.5
- CD

1. Zero – 4:29
2. Home – 3:39
3. Never Born to Follow – 4:04

- DVD

1. One by One: The Story of Alter Bridge

## Formazione
Gruppo
- Myles Kennedy – voce, chitarra
- Mark Tremonti – chitarra, cori, seconda voce (traccia 14)
- Brian Marshall – basso
- Scott Phillips – batteria

Produzione
- Michael "Elvis" Baskette – produzione
- Dave Holdredge – ingegneria del suono
- Brian Sperber – missaggio
- Ted Jensen – mastering
- Daniel Tremonti – copertina

## Classifiche
| Classifica (2010)          | Posizione massima |
| -------------------------- | ----------------- |
| Australia                  | 35                |
| Austria                    | 15                |
| Germania                   | 18                |
| Irlanda                    | 66                |
| Italia                     | 83                |
| Paesi Bassi                | 20                |
| Regno Unito                | 9                 |
| Regno Unito (rock & metal) | 1                 |
| Stati Uniti                | 17                |
| Stati Uniti (hard rock)    | 2                 |
| Stati Uniti (rock)         | 3                 |
| Svezia                     | 45                |
| Svizzera                   | 15                |

## Date di pubblicazione
| Paese       | Data di pubblicazione | Etichetta   |
| ----------- | --------------------- | ----------- |
| Australia   | 8 ottobre 2010        | Roadrunner  |
| Germania    | 8 ottobre 2010        | Roadrunner  |
| Irlanda     | 8 ottobre 2010        | Roadrunner  |
| Regno Unito | 11 ottobre 2010       | Roadrunner  |
| Stati Uniti | 9 novembre 2010       | EMI/Capitol |
| Giappone    | 24 novembre 2010      | Roadrunner  |
| Brasile     | 22 marzo 2011         | Roadrunner  |